# Baqa-Jatt
Baqa-Jatt (tiếng Hebrew: באקה-ג'ת, tiếng Ả Rập: باقة جت) là một thành phố Israel. Thành phố thuộc quận Haifa. Thành phố có diện tích 16,393 km2, dân số năm 2009 là 34.300 người.